# 한국 근대 미술
이 문서는 한국의 근대 미술에 대하여 설명한다.

## 기점
한국 미술의 역사에 있어서 근대미술의 기점을 말할 때 최열은 미술종류, 체계가 어떻게 바뀌고 있는가를 살펴서 19세기 중반기를 근대의 기점으로, 후반기를 근대 초기로 설정하였다. 반면에 이구열은 개항 직후인 1880년대를 근대미술의 기점으로 내세우고 있다. 이들의 관점은 최열의 경우 19세기 중엽 민족사회 내부의 미술 변화에 눈길을 준다는 점이 다르다. 또한 윤범모는 오늘의 미술현상이 특정 연도를 기점으로 하여 시대 설정을 할 만큼 획기적인 변화의 양상을 보여준 것도 아니며 정확하게는 중첩된 양상 속에서 점진적으로 이행한 현상이라고 보고 한국 근대미술을 19세기 말기에서부터 1960-70년대까지 폭넓게 상정하여 연구해야 한다고 한다. 우리미술에 있어 근대를 이야기할 때면 언제나 먼저 지기되는 것은 가치 개념으로서 전통적 의식이 새롭게 밀려들어온 서구적 방법과 어떻게 대처되면서 자신을 전개해 왔는가 하는 문제이다. 이와 동시에 서양에 있어 근대란 하나의 시대적 연계의 극히 자연스러운 단계에 지나지 않는다고 할 수 있으나, 우리에게 있어서 근대란, 특히 미술에 있어 근대란, 전통적 방법의 발전적 분맥과 아울러 새로운 양식개념으로서 서양의 미술이 어떻게 받아들여지고 전개되는가 하는 이중적인 구조에 의해서 파악되지 않으면 안 된다는 어려움이 놓여 있다. 그리고 그것의 어려움이 단순한 이질한 양식의 공존이 아니라 서로 다른 가치개념과 양식개념의 대치와 갈등의 끊임없는 순환 속에서 이루어지지 않으면 안 된다는 과제를 잠재적으로 지니고 있어 어려움을 더해 주고 있다.
한국회화의 근대기점과 관련해서 한국미술사학계가 지금까지 제시하고 있는 주요한 담론들은 크게 보아 3가지 유형으로 분류될 수가 있을 것으로 가늠된다. 그리고 이 3가시 유형의 담론들은 제각각 한국회화의 근대성에 대한 유형론적 접근 방식을 취하면서 암암리에 한국회화의 근대성에 관한 내포와 외연을 명확하게 다잡아 보려 하고 있음을 알 수 있다.
- 이경성의 근대기점론

그는 "한국근대미술사연구"라는 저술과 '한국근대미술사 서설'이라는 논문을 통하여 한국미술의 근대기점을 제안하였다. (...) 아마도 그는 한국근대미술의 궤적을 시간적으로 추적하면서 서양미술사학계에서 전통적으로 적용시켜 온 방법론들을 일단은 밀쳐두고 있는 것으로 가늠된다. 말하자면 그는 미술작품을 창적하고 수용하는 예술의욕으로서의 작가가 속한 시대의 시대정신 내지는 세계관적인 어떤 것을 문제 삼는 정신사적 방법론과 그리고 미술작품의 '순수시각적 원리'와 맞물려 발전하고 있는 양식적 특성을 들추어내려는 양식사적 방법론 그 모두를 일단은 밀쳐둔 것으로 가늠된다는 사실이다. 근대1기(태동기, 근대미술의 상한의 확대에 따라 19세기 후반부터 시작하여 1910년에 이르는 기간), 근대2기(1910년의 한일합병을 상한으로 하고, 1948년 8월 15일을 하한으로 하는 일제 35년의 식민지시대 미술을 가리킨다. 근대 2기의 사회적 변동은 1900년대 전후의 반제투쟁, 1919년 이후의 반제운동 등으로 구분), 현대 1기(일제의 질곡에서 벗어난 8.15 해방으로부터 그의 현대적인 자세가 정립된 1960년대까지)
- 김현숙의 근대기점론

우리나라 근대미술의 특수성에 대한 충실한 배려와 더불어 학적인 보편성을 함께 아우르면서 1920년대를 한국미술근대의 기점으로 포치시켜 놓고 있음을 알 수 있다. 체계적으로 종합정리해서 분류하고 있는데, 조선후기설, 개화기설, 1910년설, 1911년설, 근대부재설 및 기타로 정리될 수 있다.
- 최열의 근대기점론

19세기 중, 후반기를 한국근대미술의 외연으로 설정시키고자 하는 보다 광범한 상황성을 전제하는 근대기점론을 설정시키고 있다. 즉 최열은 작품을 둘러싸고 있는 시간성의 국면에서 근대를 고대, 중세, 현대에 대응하는 역사적 개념이라고 전제하면서, 작품 내적인 의미론적 국면에서 근대성을 거기에 수반시키려는 광범한 시공간성을 제안하고 있다. 결국 미술사의 시대구분 방법론으로 미술 내적인 내적인 국면을 문제 삼음과 동시에 미술 외적인 연관주의적 국면을 동시에 아우르고 있다. (...) 작품 자체의 미적요소라든가 미술종류를 비롯한 미술적 관습에 주목하여 이들의 변천을 추적하는 가운데 시대를 구분하려는 내적 기준을 수용함과 동시에 인류 역사의 보편적 발전 속에서 이에 걸맞는 미술의 보편적인 발전을 어떻게 법칙화하느냐 하는 것을 핵심으로 삼아 시대를 구분하려는 외적 기준까지를 동시에 수용하고 있다.
(...) 최열은 19세기 중, 후기 기점론(새로운 계층의 출현)과 20세기 전반기 기점론(내재변화론)
1990년대 초반 진행되었던 역사학계의 근대 기점 논의 역시 개항 이전 설과 개항 이후 설로 나뉘는 양상을 보이는데,이는 미술사학계의 근대미술 기점 논의와 비슷한 전개 양상이다.1860년대 설을 주장한 장동표는 근대사회를 지향하는 반침략운동과 반봉건운동의 결합이 맹아적인 형태로 나타났다는 점,이 시기 이래 자본주의적 생산관계의 진전이 비약적으로 이루어졌다는 점,정치적 사회적 변화도 일정하게 이루어졌다는 점을 근거로 제시한다.이윤상은 일본과의 강화도조약 체결로 개항이 이루어진 1876년 설을 주장하며 개항 이후 자본주의적 생산관계가 급속히 성장하고,세계 자본주의 편입이 그것을 촉진하는 계기가 되었고, 근대 민족국가 수립 움직임의 출발점 역시 개항이라는 점을 이유로 든다.도면회는 1894년 갑오개혁을 근대의 기점으로 설정하면서 자본주의적 생산양식이 발전하는 과정을 보호 촉진시키는 국가권력의 수립이라는 점에 초점을 두었다.